# Perm, Rusija
Koordinati: 58° 00’ 00’’ severno, 56° 19’ 00’’ vzhodno
Perm [pêrm] (rusko Пермь (Perm' )) je mesto v Rusiji in upravno središče Permskega okraja v Privolškem federalnem okrožju. Leta 2003 je imelo 1.000.100 prebivalcev. Mesto stoji ob reki Kami ob vznožju Urala na meji med Evropo in Azijo.
V mestu Perm stoji spominsko obeležje padlim slovenskim vojakom, ki so se med obema vojnama borili na območju Sovjetske zveze.

## Zgodovina
Mesto so ustanovili 17. maja 1723. Mestne pravice je pridobilo leta 1781. Med letoma 1940 in 1957 se je mesto imenovalo Mólotov (Мо́лотов).